# 나나오선
나나오선(일본어: 七尾線)은 일본 이시카와현 가호쿠군 쓰바타정의 쓰바타역부터 나나오시의 와쿠라온센역을 잇는 서일본 여객철도의 철도 노선(지방 교통선)이다.

## 노선 정보
- 관할 · 노선 거리 (영업 거리) : 59. 5km
  - 서일본 여객철도 (제1종 철도사업자)
    - 쓰바타 역 - 와쿠라온센 역 간 : 59.5 km

  - 노토 철도 (제2종 철도사업자)
    - 나나오 역 - 와쿠라온센 역 간 : 5.1 km
- 궤간 : 1067 mm
- 역 수 : 20
- 복선화 구간 : 없음 (전 구간 단선)
- 전철화 구간 : 전 구간(직류 1500V. 쓰바타 역 구내만 교류 60Hz · 20000V)
- 폐색 방식 : 특수 자동 폐색식
- 최고 속도 : 100 km/h

## 역 목록
| 전철화 방식 | 노선명             | 역명           | 일어 역명 | 역간 거리 | 영업 거리 | 접속 노선                                                                                     | 소재지     | 소재지         |
| ----------- | ------------------ | -------------- | --------- | --------- | --------- | --------------------------------------------------------------------------------------------- | ---------- | -------------- |
| 교 류       | IR 이시카와 철도선 | 가나자와       | 金沢      | -         | 11.5      | 서일본 여객철도 호쿠리쿠 본선 (고마쓰 방면) 호쿠리쿠 철도 아사노가와 선 (호쿠테쓰카나자와 역) | 가나자와시 | 가나자와시     |
| 교 류       | IR 이시카와 철도선 | 히가시카나자와 | 東金沢    | 2.6       | 8.9       |                                                                                               | 가나자와시 | 가나자와시     |
| 교 류       | IR 이시카와 철도선 | 모리모토       | 森本      | 2.8       | 6.1       |                                                                                               | 가나자와시 | 가나자와시     |
| 교 류       | 나 오 선           | 쓰바타         | 津幡      | 6.1       | 0.0       | IR 이시카와 철도 IR 이시카와 철도선 (다카오카 방면}                                           | 가호쿠군   | 쓰바타정       |
| 직 류       | 나 오 선           | 나카쓰바타     | 中津幡    | 1.8       | 1.8       |                                                                                               | 가호쿠군   | 쓰바타정       |
| 직 류       | 나 오 선           | 혼쓰바타       | 本津幡    | 1.1       | 2.9       |                                                                                               | 가호쿠군   | 쓰바타정       |
| 직 류       | 나 오 선           | 노세           | 能瀬      | 2.2       | 5.1       |                                                                                               | 가호쿠군   | 쓰바타정       |
| 직 류       | 나 오 선           | 우노케         | 宇野気    | 3.7       | 8.8       |                                                                                               | 가호쿠시   | 가호쿠시       |
| 직 류       | 나 오 선           | 요코야마       | 横山      | 3.0       | 11.8      |                                                                                               | 가호쿠시   | 가호쿠시       |
| 직 류       | 나 오 선           | 다카마쓰       | 高松      | 2.6       | 14.4      |                                                                                               | 가호쿠시   | 가호쿠시       |
| 직 류       | 나 오 선           | 멘덴           | 免田      | 3.4       | 17.8      |                                                                                               | 하쿠이군   | 호다쓰시미즈정 |
| 직 류       | 나 오 선           | 호다쓰         | 宝達      | 3.1       | 20.9      |                                                                                               | 하쿠이군   | 호다쓰시미즈정 |
| 직 류       | 나 오 선           | 시키나미       | 敷浪      | 3.3       | 24.2      |                                                                                               | 하쿠이군   | 호다쓰시미즈정 |
| 직 류       | 나 오 선           | 미나미하쿠이   | 南羽咋    | 2.5       | 26.7      |                                                                                               | 하쿠이시   | 하쿠이시       |
| 직 류       | 나 오 선           | 하쿠이         | 羽咋      | 3.0       | 29.7      |                                                                                               | 하쿠이시   | 하쿠이시       |
| 직 류       | 나 오 선           | 지지           | 千路      | 4.1       | 33.8      |                                                                                               | 하쿠이시   | 하쿠이시       |
| 직 류       | 나 오 선           | 가네마루       | 金丸      | 3.7       | 37.5      |                                                                                               | 가시마군   | 나카노토정     |
| 직 류       | 나 오 선           | 노토베         | 能登部    | 3.6       | 41.1      |                                                                                               | 가시마군   | 나카노토정     |
| 직 류       | 나 오 선           | 요시카와       | 良川      | 2.8       | 43.9      |                                                                                               | 가시마군   | 나카노토정     |
| 직 류       | 나 오 선           | 노토니노미야   | 能登二宮  | 2.2       | 46.1      |                                                                                               | 가시마군   | 나카노토정     |
| 직 류       | 나 오 선           | 도쿠다         | 徳田      | 2.8       | 48.9      |                                                                                               | 나나오시   | 나나오시       |
| 직 류       | 나 오 선           | 나나오         | 七尾      | 5.5       | 54.4      | 노토 철도 나나오 선                                                                           | 나나오시   | 나나오시       |
| 직 류       | 나 오 선           | 와쿠라온센     | 和倉温泉  | 5.1       | 59.5      | 노토 철도 나나오 선                                                                           | 나나오시   | 나나오시       |

## 같이 보기
- 일본의 철도 회사 목록